# Musée folklorique de Sheung Yiu
Le musée folklorique de Sheung Yiu (上窰民俗文物館, Sheung Yiu Folk Museum) est situé à Hong Kong dans le village de Sheung Yiu dans les Nouveaux Territoires depuis 1984. Il est classé comme monument déclaré.
Situé dans un village hakka abandonné en 1968 et complètement restauré en 1983, il vise à présenter au public le quotidien du peuple hakka.

## Histoire
Sheung Yiu (上窰, « au-dessus du four » en chinois) est un village hakka situé dans le parc de campagne de Sai Kung (en). Construit à la fin du XIXe siècle par une famille hakka appelée Wong, il connait la prospérité grâce à son four à chaux dont le produit est très recherché pour une utilisation comme mortier ou engrais, ainsi que pour les briques et les carreaux de chaux pour la construction de maisons.
Sa prospérité commence à décliner avec l'apparition des briques et du ciment modernes. Dans les années 1950, les villageois émigrent dans les zones urbaines ou à l'étranger pour gagner leur vie, ne laissant dans le village que des personnes âgées et des enfants. Finalement, tout le village est totalement abandonné en septembre 1968.
Après restauration complète en 1983, le village devient le musée folklorique de Sheung Yiu en 1984.

## Le musée
La rangée des huit maisons construites sur une plate-forme surélevée avec une tour de guet à son entrée fait l'objet de travaux de restauration et est ouverte au public. Dans ses 9 galeries, le musée expose divers outils agricoles, meubles d'époque et autres objets du quotidien utilisés par le peuple hakka afin de recréer l'atmosphère et l'environnement d'un authentique petit village hakka.
Le four à chaux, où le corail et les coquillages étaient cuits pour produire de la chaux, est restauré pour être ouvert au public.
Le musée est ouvert de 9h à 16h, du mercredi au dimanche chaque semaine. L'entrée au musée est gratuite. Le bâtiment restauré contient un certain nombre d'ustensiles et d'outils agricoles typiques des hakkas, ainsi que des expositions sur l'histoire des habitants.

## Galerie

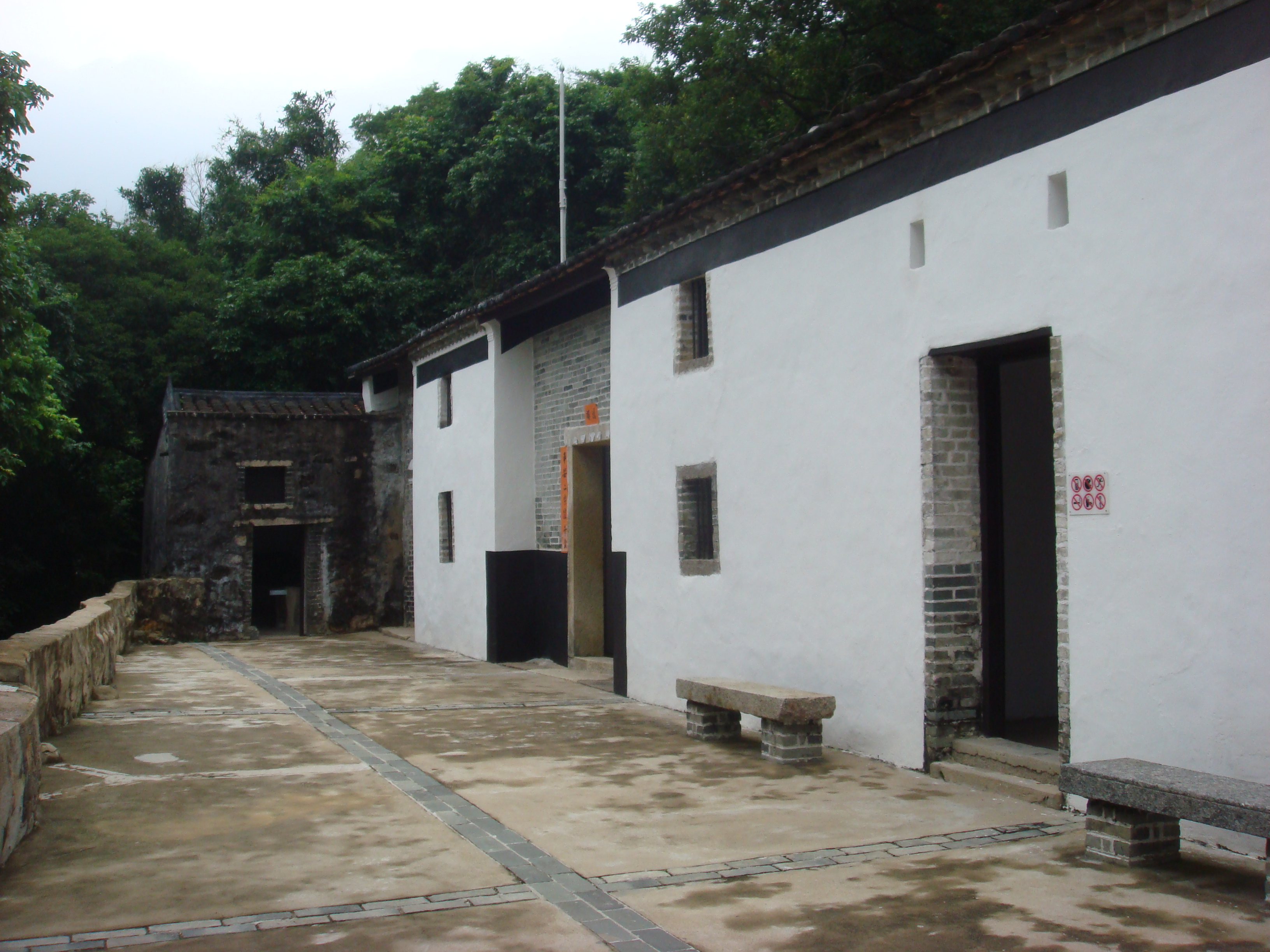
La cour du musée.
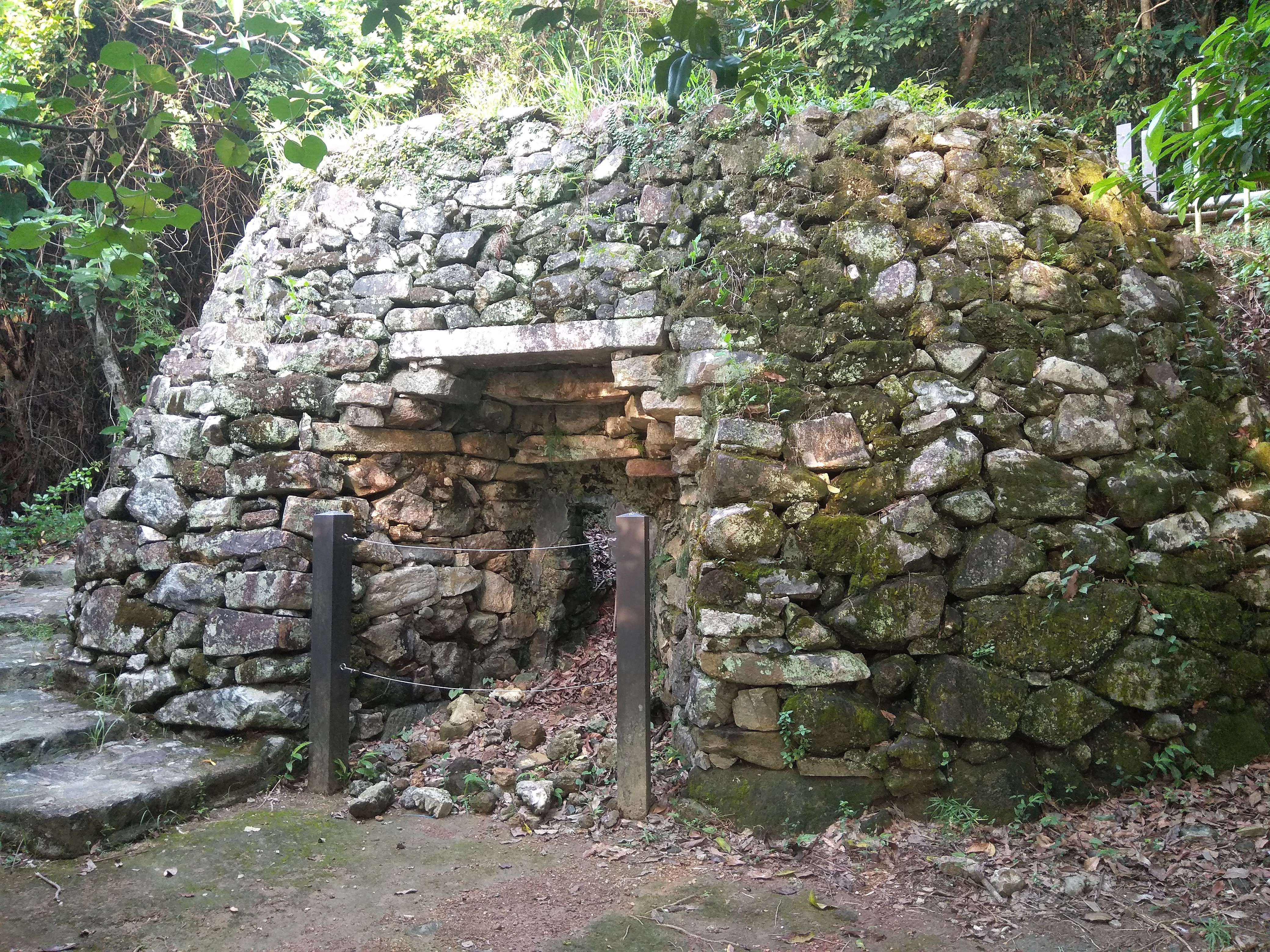
Vue de face du four à chaux.
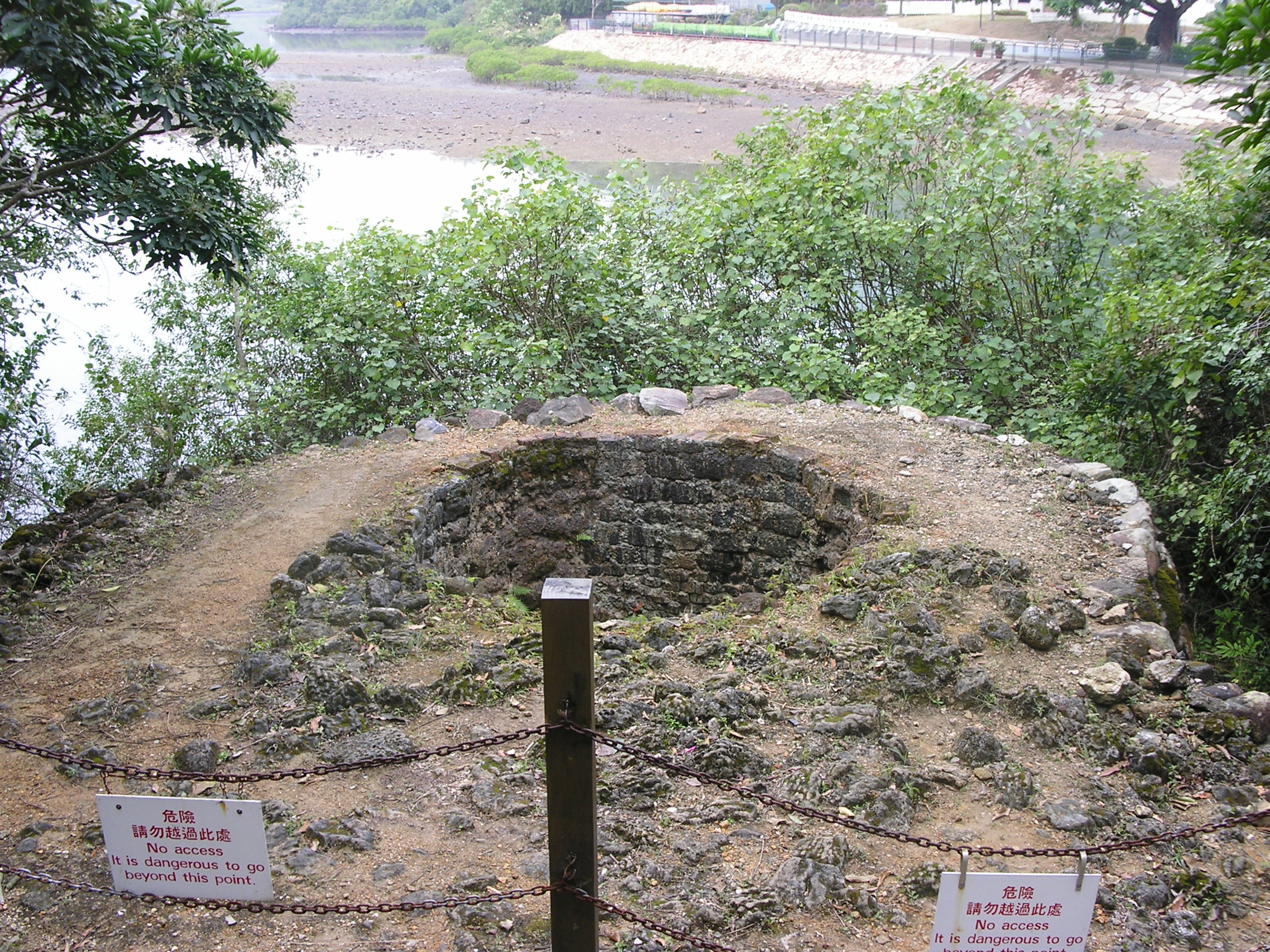
Vue du four à chaux depuis le sentier naturel de Pak Tam Chung. Un bras de la baie de Tsam Chuk Wan (en) est visible en arrière-plan.